# Enfermedad de Huntington

La enfermedad de Huntington tiene herencia autosómica dominante. La probabilidad de cada descendiente de heredar el gen responsable de la mutación es del 50 %. La herencia es independiente del sexo, y el gen no se salta generaciones.

La enfermedad de Huntington (EH), también conocida como corea de Huntington, es una grave y rara enfermedad neurológica, hereditaria y degenerativa. La EH se llama así en honor de George Huntington, un médico estadounidense que describió la enfermedad en 1872. Fue la primera persona que identificó el carácter hereditario de la EH.
El padecimiento de la enfermedad puede seguir caminos muy diferentes, incluso entre hermanos y parientes próximos. Esto se debe a que, junto a la mutación específica de la proteína de la huntingtina, intervienen además otros factores hereditarios.
La enfermedad produce alteración psiquiátrica y motora, de progresión muy lenta, durante un periodo de 15 a 20 años. El rasgo externo más asociado a la enfermedad es el movimiento exagerado de las extremidades (movimientos coreicos) y la aparición de muecas repentinas. Además, se hace progresivamente difícil el hablar y recordar. En las etapas finales de la enfermedad, la duración de los movimientos se alarga, manteniendo los miembros en posiciones complicadas y dolorosas durante un tiempo que puede prolongarse hasta horas.
No obstante, los trastornos psíquicos graves, que anteceden normalmente a los musculares, son los rasgos característicos de la enfermedad. Esta puede desencadenar episodios depresivos reiterados con repercusiones negativas en el entorno de allegados. Las facultades cognitivas disminuyen, así como la memoria, y la capacidad de concentración empeora. La enfermedad termina siendo causa de demencia en los pacientes. También, cabe decir que el sufrimiento acarreado por la propia enfermedad y sus secuelas puede conllevar deseos de suicidio.
En 1872, el médico George Huntington, observó por primera vez esta enfermedad en una familia estadounidense de ascendencia inglesa y le dio el nombre de «enfermedad de Huntington». El nombre alternativo de «corea» viene porque entre sus síntomas visibles encontramos movimientos coreicos, es decir, movimientos involuntarios y bruscos de las extremidades. Se cree que los orígenes debieron ser en el noroeste europeo y que desde allí se extendió al resto del mundo, especialmente a América, donde encontramos tasas elevadas de esta afección. En 1933 se descubrió que el desencadenante de la enfermedad era una mutación genética localizada posteriormente en el cromosoma 4, lo cual se publicó en la revista Nature en 1982 por el equipo de genética de la Facultad de Medicina de la Universidad Harvard, Boston.
La población más grande conocida con la enfermedad de Huntington se encuentra en la región de la costa occidental del Lago de Maracaibo (Estado Zulia, Venezuela), y se estima que llegó allí a principios del siglo XIX y que, como consecuencia de un efecto fundador, se ha mantenido y hay muchos miembros de la población que la padecen; y los que no, tienen un alto riesgo de padecerla. Gracias a esta población, y a las muestras para análisis que cedieron sus miembros, en 1983, varios equipos de investigación entre los que cabe destacar el de J.F. Gusella, descubrieron mediante técnicas de ligamiento la localización exacta de esta enfermedad en el genoma humano. El gen responsable es el llamado «gen de la huntingtina» que encontramos cerca del telómero del brazo corto del cromosoma 4.
Se calcula (2006) que en toda Europa hay unos 45 000 afectados. En Norteamérica, unos 30 000.
Tras llegar a la mayoría de edad, cualquier individuo puede hacerse un examen predictivo y obtener así la seguridad o no de su presencia con años e incluso decenios de anticipación a sus primeros síntomas. El examen genético es infalible, pues todo portador de esa mutación genética se convertirá, antes o después, en víctima de la enfermedad.
Actualmente, existe también el diagnóstico preimplantacional: en una fertilización in vitro, se analiza cuál de los embriones que se han comenzado a desarrollar presenta la enfermedad, y cuál no, implantando únicamente el sano, de tal manera que el hijo deseado no estará afectado por esta enfermedad.

## Etiología
La enfermedad se produce mediante un único factor hereditario. El defecto genético se encuentra a nivel del cromosoma 4. Afecta a una proteína de función desconocida y expresión en numerosos tejidos, llamada Huntingtina. El defecto se debe a una expansión de tripletes CAG que codifican la síntesis de la glutamina. En la secuencia original hay 34 repeticiones, y en la enfermedad, más de 40. Aunque todavía no están establecidas completamente las bases fisiopatológicas de la enfermedad, se cree que esas «colas adicionales de glutamina», hacen que las proteínas interaccionen entre sí de manera hidrofóbica y se facilite la formación de precipitados y acúmulos proteicos, especialmente en el cerebro.
El número de repeticiones está relacionado en proporción directa con la gravedad de los síntomas y es inversamente proporcional a la edad de presentación. En este tipo de enfermedades por expansión de tripletes, es frecuente que un ligero incremento en el número de repeticiones no produzca la enfermedad, pero que ese incremento se transmita a las generaciones futuras, produciéndose, en cada gametogénesis, un incremento en el número de repeticiones, hasta finalmente inducir la enfermedad. En el momento en que está establecida, la herencia es autosómica dominante (es decir, cada descendiente tiene un 50 % de posibilidades de heredar la enfermedad).
Una de las características de este tipo de enfermedades de expansión de tripletes es la anticipación génica, es decir, conforme van pasando las generaciones, el número de repeticiones se amplía, y eso hace que la enfermedad se manifieste antes y más agresivamente en las generaciones futuras. 
En abril de 2025 la revista del grupo Nature Cell Death & Disease, publica un artículo en el que se refiere  funciones opuestas de dos proteínas en la enfermedad de Huntington, concluyendoe que «En conjunto, este trabajo propone dos vías novedosas en las que la fosforilación de GSK3β exacerba la disfunción neuronal dependiente de la EH y la de ERK la mitigan, lo que destaca una vía altamente farmacológica para terapias dirigidas con moléculas pequeñas ya disponibles.»

### Enfermedad de Huntington juvenil
La enfermedad de Huntington juvenil (EHJ) es una forma de la enfermedad de Huntington (EH), caracterizada por la aparición de signos y síntomas antes de los 20 años de edad. Se desconoce la prevalencia exacta de la forma juvenil, pero se estima que es de alrededor de 1/166 000. Se ha descrito la EHJ en el 6 % del total de casos de EH, con una prevalencia de 1/10 000.
Los trastornos conductuales y las dificultades de aprendizaje en la escuela son, a menudo, los primeros signos. El trastorno motor es, a menudo, hipocinético y bradicinético con componentes distónicos. La demencia está presente en etapas tempranas de la enfermedad. La corea, signo clásico de la EH, se observa raramente en la 1.ª década y tan sólo aparece en la 2.ª década. Son frecuentes convulsiones, ataxia y pérdida de peso. 
La EH está causada por una expansión de repeticiones del triplete CAG (36 repeticiones o más) en el brazo corto del cromosoma 4 (4p16.3) en el gen huntingtina, HTT. En la enfermedad de Huntington juvenil, la longitud de la repetición CAG es superior a 55 en la mayoría de los casos. La longitud de la expansión determina alrededor del 70 % de la variación en la edad de aparición de síntomas, pero no ofrece información sobre los síntomas iniciales, su curso, o la duración de la enfermedad. En el 75 % de los pacientes con EHJ el padre es el progenitor afecto.
El diagnóstico se basa en manifestaciones clínicas compatibles en un individuo con un progenitor con EH probada, y se confirma por pruebas de ADN. Se ha codificado el diagnóstico presintomático en las guías de la Asociación Internacional de Huntington (IHA) y del Grupo de Investigación de la Federación Mundial de Neurología (WFN), y no se realiza en pacientes en riesgo menores de 18 años. Los diagnósticos diferenciales de la EHJ incluyen: ataxia espinocerebelosa (SCA) tipo 2 de aparición juvenil (SCA2: 12q) con corea, distonía, y demencia; atrofia dentato-rubro-pálido-luisiana (DRPLA: 12p) con corea y epilepsia mioclónica; SCA 3 (14q) con rigidez, ataxia y distonía y SCA17 (6q) con alteraciones psiquiátricas y demencia. Otras causas de corea como enfermedades sistémicas o causas iatrógenas también deben considerarse.
La corea de Sydenham y la corea postestreptocócica todavía están presentes en muchas partes del mundo. No hay tratamiento curativo disponible en la actualidad. Su manejo debe ser multidisciplinario y se basa en el tratamiento sintomático con el fin de mejorar la calidad de vida. La corea puede tratarse con bloqueadores de los receptores de dopamina (risperidona, tiaprida, pimozida) o con agentes depletores de dopamina (tetrabenazina). Ninguno de estos medicamentos ha sido aprobado oficialmente para su uso en niños, pero se prescriben como tratamiento de los síntomas principales de la enfermedad. Se han hecho intentos para tratar la hipocinesia con una serie de medicamentos, pero sin éxito. Se recomienda también una atención paramédica con terapia del habla, ocupacional y física, y ayuda psicológica para el paciente y la familia. La progresión de la enfermedad conlleva una completa dependencia en la vida diaria, lo que da lugar a que los pacientes requieran cuidado a tiempo completo, y finalmente la muerte. La duración media de la enfermedad es similar o ligeramente más corta que la del adulto. La causa más común de fallecimiento es la neumonía.

### Incidencia y prevalencia
Se estima que la prevalencia media está entre 5 y 10 afectados por cada 100 000 habitantes, con una distribución mundial que es igual entre ambos sexos, en tanto que la incidencia anual promedio es de 1 a 4 casos por cada millón de habitantes. A pesar de que la distribución es global, se sabe que hay notables diferencias entre los grupos humanos, siendo las poblaciones del este asiático y la población de raza negra, por ejemplo, menos propensos. El origen de la enfermedad se ha podido determinar, sobre la base de estudios genealógicos, en Europa (principalmente Francia, Alemania y Países Bajos), siendo su dispersión hacia América, África y Australia un proceso posterior. La prevalencia mayor se observa hoy en el Lago de Maracaibo (Venezuela), en la isla de Tasmania y en Fiordo Moray (Reino Unido).

## Diagnóstico
Si usted cree que padece EH debería consultar con un especialista en esta enfermedad (un neurólogo habitualmente) para que le haga algunas pruebas diagnósticas, tanto clínicas como genéticas. Si usted ya tiene síntomas de la dolencia, el médico le diagnosticará sobre la base de la historia médica y a las pruebas clínicas. Los resultados de este diagnóstico se contrastarán con los resultados de las pruebas genéticas (pruebas confirmatorias). Si usted no tiene ningún síntoma, pero tiene riesgo porque uno de sus padres tiene EH, puede ser portador asintomático del gen alterado. En este caso, el diagnóstico se basará únicamente en la prueba genética.
La prueba genética que se realiza se denomina “test predictivo”, y permite determinar si una persona desarrollará una enfermedad genética. Como su nombre indica, se realiza en personas presintomáticas, es decir, sin signos o síntomas de la enfermedad. Cada persona debe decidir si quiere pasar el test predictivo o no. A algunas personas les produce mucho malestar el no saber si son portadoras o no de la mutación. Para otras, sin embargo, el saber que van a desarrollar una enfermedad mortal es incluso peor.
Puede ser muy preocupante vivir sabiendo que existe riesgo de padecer EH; a veces es mejor saber a ciencia cierta si se tiene o no el gen anormal de la enfermedad. En este punto es muy aconsejable el consejo genético. Acudir a una clínica genética permite disponer de información cierta y actualizada sobre la enfermedad. También da la oportunidad de comentar las distintas opciones disponibles. Habitualmente se mantiene una consulta con un genetista, que le permite comentar todas sus dudas referentes a la EH. Si decidiese pasar el test predictivo, tendría varias citas médicas con el equipo que le guiaría durante todo el proceso. También se le extraería una muestra de sangre. La revelación de los resultados se realizaría a las 2-8 semanas, dependiendo del centro donde le atendiesen.
En general, la edad mínima recomendada para pasar el test predictivo son los 18 años, pues se supone que la persona tiene la madurez suficiente como para ser consciente de lo que significa ser portador del gen anómalo. En casos excepcionales, puede ser aconsejable realizar el test genético a niños que, por ejemplo, muestran signos de EH juvenil o en menores de 18 años si están embarazadas.
El análisis genético solo está disponible en las clínicas genéticas especializadas. Ha de solicitar acudir a ellas a través de su médico de cabecera. Normalmente se extrae el ADN de las células sanguíneas del posible portador, pero a veces se analiza también la sangre de los progenitores para confirmar el diagnóstico de EH. El análisis genético es una prueba de ADN que determina el número de repeticiones CAG del gen de Huntington y, por lo tanto, detecta la mutación de la EH. El análisis puede dar como resultado si se es portador del gen mutado o no, pero no puede determinar cuándo se desarrollará la enfermedad.
Se pueden diferenciar cuatro tipos de resultados:
- Por debajo de 27 repeticiones CAG, significa que la persona no desarrollará los síntomas de la enfermedad de Huntington.
- Entre 27 y 35 repeticiones, significa que quizás la persona no desarrolle los síntomas, pero existe el riesgo de que el número aumente en generaciones futuras.
- Entre 36 y 39 repeticiones, el resultado es anormal, pero hay posibilidad de que la enfermedad se desarrolle a una edad muy avanzada o de que no llegue a hacerlo.
- Por encima de 40 repeticiones, el gen es anormal.

La EH es una de las pocas enfermedades hereditarias en las que es posible realizar un análisis genético. Normalmente estas pruebas se confirman por duplicado con dos muestras de sangre distintas. Los resultados son confidenciales y solo se dan a una tercera persona con un permiso escrito.
Dependiendo del estadio de la enfermedad en el que se encuentre y de si su condición genética afecta a otras personas, puede ser muy importante comunicar su situación a las personas que le rodean. Por ejemplo, su cónyuge o pareja debería saber que usted es portador del gen. Si los síntomas de la enfermedad empiezan a afectar a su rendimiento laboral, debería informar a sus jefes. Pero ha de tener en cuenta que a veces informar a otros implica pérdida de contacto social, así como discriminación en el trabajo y por parte de las compañías aseguradoras. Antes de tomar una decisión al respecto, debería consultar a un especialista en aspectos legales relacionados con la EH. Tenga siempre en cuenta, que la EH es mortal a muy largo plazo. La duración media de la enfermedad desde el comienzo de los síntomas hasta el fallecimiento es de unos 15 a 20 años, por lo que tomar cualquier tipo de decisión desde el momento en que se conozca que se es portador, debe ser realizado con las mayores garantías y seguridad de que es lo que mejor nos conviene.

### Test prenatal
La mutación responsable de la EH es un trinucleótido expandido (CAG) repiten en el gen de la huntingtina en el cromosoma 4,  predictivo presintomático y prenatal las pruebas de ensayo han sido posible desde 1993 por el análisis de la mutación directa. Utilizando el análisis de ligamiento también es posible realizar la prueba de exclusión de modo que el cromosoma 4 en el 50 % de riesgo pueden ser identificados como presente en el feto o no. Esto permite que una persona debe tener los niños que no han heredado la enfermedad, incluso si los padres no desean que su propia condición de ser definido. El uso de este método significa que los embarazos que no están en riesgo pueden darse por concluidos.
Algunos padres desean conocer el riesgo del feto, pero no el suyo propio. Se usan marcadores ligados al ADN, en vez de un test genético directo. El test no busca el gen EH en el padre. Indica si el feto ha adquirido el cromosoma 4 de un abuelo afectado o de uno que no lo esté, en el marco de una familia con EH. 
Si la prueba demuestra que el feto ha heredado el cromosoma 4 del abuelo afectado, los padres sabrán que el riesgo es el mismo que el del padre (50-50). Si el test muestra que el feto ha adquirido el cromosoma 4 de un abuelo no afectado, el riesgo es muy bajo (< 1 %).
Teniendo en cuenta la viabilidad técnica de las pruebas prenatales en HD, y la severidad de la enfermedad, se podría esperar que el diagnóstico prenatal se solicita con frecuencia. Sin embargo, muchas parejas expresar su ansiedad acerca de tener hijos en absoluto, ya que no desea ningún niño de los suyos a crecer con un padre afectado, aunque se sabe que el niño no estaría en riesgo debido a las pruebas prenatales.
Tyler examinó un grupo de referencias para la prueba de exclusión en el embarazo en el período 1986-1989. Los autores encuestaron a un grupo de individuos en un 50 % el riesgo de desarrollar HD sobre sus actitudes ante las pruebas prenatales. Quince de un total de 90 parejas que se refiere a la prueba de exclusión se sometieron a pruebas en 24 embarazos. Llegaron a la conclusión de que la demanda de estas pruebas es probable que sea pequeña. La razón más común para no seguir adelante con las pruebas se disgusta de la interrupción del embarazo. Los autores hicieron hincapié en la necesidad de asesoramiento intensivo, ya que muchas parejas no estaban seguros acerca de cómo la prueba funcionó.
Además también reportaron menos las personas que utilizan el diagnóstico durante el embarazo que había sido su intención original. Cuarenta y tres por ciento de este grupo canadiense que entró en el programa de pruebas de predicción presintomática afirmaron que el uso de pruebas prenatales. En el período del estudio, el 18 % de aquellos con resultados desfavorables, que había tenido un embarazo, utiliza las pruebas prenatales. En una encuesta de las personas procedentes de Alemania que se encontraban en riesgo de HD, cinco más del 67 % indicó que estarían dispuestos a someterse a pruebas de predicción presintomática sí mismos, pero solo el 45 % se desea utilizar el diagnóstico prenatal. Veinte y siete por ciento de los encuestados declaró que no podía utilizar el diagnóstico prenatal, ya que consideraban que no podían interrumpir un embarazo.
A pesar de la escasa utilización de las pruebas prenatales, se dispone de datos de los centros de muchas personas que se someten a describir las pruebas de predicción presintomática de alta definición que da la planificación familiar como una de las principales razones para someterse a este examen.

#### Implicaciones ético-sociales y consejo genético
Actualmente y más en concreto en esta enfermedad, se puede determinar la manifestación futura de la misma mucho antes de que empiecen los primeros síntomas en un paciente y también el riesgo al que están expuestos los familiares. Esta determinación requiere un análisis de marcadores de ADN cercanos al gen de la huntingtina, pero las muestras deben ser también de miembros de la familia del paciente. Además hay que añadir que un diagnóstico presintomático se puede traducir en una sentencia de muerte, ya que no hay cura a la enfermedad de Huntington. Todo esto supone una serie de problemas éticosociales que tienen que tener en cuenta los médicos y consejeros genéticos.
Por ejemplo, si es una prueba presintomática, el paciente debe dar su consentimiento para que se informe a sus parientes del resultado y las consecuencias que les afectan; en el sentido contrario de la cadena de acontecimientos, los parientes deben estar de acuerdo en ceder sus muestras de sangre y cada persona relacionada debe estar informada acerca de las consecuencias que pueda tener su decisión y tiene total derecho a tomar una decisión propia. De esta forma cada uno tiene derecho a no conocer su situación, pero esto choca con el derecho de los familiares a conocer esa información. Esto supone un problema con la confidencialidad (obligada en medicina) en pruebas de personas emparentadas y de hecho, en estudios que se han realizado, el 50 % de los familiares de pacientes con Corea de Huntington se han negado a conocer su estado con respecto al gen de la huntingtina.

## Clínica
La enfermedad de Huntington se caracteriza por la presencia de alteraciones motoras, cognitivas y psiquiátricas de curso progresivo en sujetos con antecedentes familiares compatibles con una transmisión autosómica dominante. La variabilidad de la edad de inicio viene determinada en 60 % por el número de tripletes CAG, mientras que el resto es atribuible a otros factores genéticos y ambientales (Wexler 2004). De esta forma, los sujetos con mayor número de repeticiones presentan una edad de inicio más precoz, existiendo desde formas juveniles e incluso infantiles hasta formas de presentación en la senectud. Además, el número de tripletes condiciona la variabilidad fenotípica del cuadro.
Algunos trabajos han sugerido la existencia de tres grupos evolutivos distintos en función del deterioro neuropsicológico:
1. Signos de deterioro subcortical: disartria, bradipsiquia, bradicinesia y pseudoalteración de la memoria. Estas alteraciones responden a alteraciones de los ganglios basales propias de los primeros estados de la enfermedad.
2. Signos de deterioro subcortical más signos de disfunción frontal: alteraciones del cálculo mental y escrito, adinamia verbal, cierto grado de agrafía, alteraciones de la secuenciación motora y de la capacidad de inhibición.
3. Signos afaso-apraxo-agnósicos y una mayor afectación de las funciones motoras y premotoras, que podría reflejar una generalización de la degeneración que afectaría al córtex cerebral, propia de las fases avanzadas de la enfermedad.

A medida que progresa la enfermedad se hace más evidente el deterioro de las funciones intelectuales, especialmente del factor manipulativo, y se observan diferencias intercociente entre el factor verbal y manipulativo. Se aprecia un declive del cociente de inteligencia (CI), aunque difícilmente se encuentra un CI < 70 en sujetos de menos de 10 años de evolución. No obstante, el CI global suele ser < 100.
Las funciones lingüísticas se hallan preservadas en estadios iniciales de la enfermedad.
- En fases iniciales la neurodegeneración afecta a las zonas anteromediales del caudado y dorsales del putamen. La primera posee conexiones con el córtex dorsolateral frontal. La segunda recibe aferencias del córtex premotor. Se detectan alteraciones de la articulación (disartria hipercinética). En el lenguaje espontáneo se observa: escasos errores lingüísticos, pocas parafasias semánticas, pocos errores paragramáticos o agramáticos, repetición preservada, una preservación de la denominación por confrontación visual, ausencia de déficits de comprensión y alteración de la fluidez verbal.
- En estadios intermedios se presenta reducción del número de palabras y de la fluidez verbal, y una alteración de la agilidad articulatoria. Alteración de la repetición, ligera disminución de la complejidad sintáctica, reducción de la línea melódica y de la longitud de la frase, alteración de la forma gramatical sin objetivarse agramatismo, incremento del número de parafasias semánticas con leve dificultad para encontrar palabras en el lenguaje espontáneo y una moderada alteración de la comprensión. La escritura también está afectada.
- En la enfermedad evolucionada se afectan zonas más posteriores del caudado y las porciones del putamen que reciben proyecciones directas de la circunvolución temporal superior. Alteraciones lingüísticas con características de una afasia de Wernicke. Marcada reducción de la fluidez verbal y de la complejidad sintáctica de las oraciones en su lenguaje espontáneo, presencia de estereotipias verbales o perseveraciones sin ecolalia, alteración de la repetición, marcados déficits en la capacidad de comprensión, e importante incremento en la producción de parafasias semánticas. La escritura aparece disgráfica, se pueden presentar sacudidas imprevisibles, la sintaxis se vuelve incompleta y se dan omisiones o sustituciones léxicas. Finalmente, se presenta una marcada alteración de la lectura caracterizada con múltiples autocorrecciones, sustituciones, adición de letras y palabras, omisiones e indecisión en la producción lectora.

Las alteraciones en el procesamiento visuoespacial son evidentes en los pacientes con EH y se distinguen de las alteraciones visuoespaciales que están presentes en otras demencias. Se manifiestan tanto en estadios iniciales como en los de moderado deterioro cognitivo. Muestran alteraciones del procesamiento visuoespacial general, de la integración perceptivo-motora, de la manipulación de la información espacial, de la rotación mental espacial, del sentido de la dirección, de la discriminación visuoespacial y de la percepción espacial egocéntrica, con una preservación del juicio visuoespacial.
Algunos individuos son incapaces de reconocer caras.

## Genética

### Descubrimiento del gen
En 1983, seis grupos de investigación, entre los que destacó el de James Gusella, consiguieron aislar el gen de la huntingtina. Esta enfermedad es una de las primeras en las que los métodos de genética molecular ayudaron al descubrimiento de un marcador de ADN ligado al gen, lo que permite realizar diagnósticos presintomáticos e incluso prenatales de algunos individuos. La investigación de Gussella y colaboradores fue una de las primeras en tener éxito en el uso de RFLPs (Polimorfismos en Longitud para Fragmentos de Restricción) para demostrar ligamiento y fue con la enfermedad de Huntington.

Cromosoma 4.

Al principio de la investigación se intentó identificar el ligamiento con marcadores proteicos en suero, pero no funcionó. Entonces, se encontró una población considerablemente amplia que padecía la enfermedad en la mayoría de sus miembros en Barranquitas y Lagunetas, aldeas venezolanas cercanas a la ciudad de Maracaibo en Venezuela. Gracias a las muestras de ADN cedidas por sus miembros y a la suerte (en esta época había pocos marcadores polimórficos de ADN disponibles) se logró encontrar un marcador. La sonda G8, que fue una de las que se utilizó, encontró dos polimorfismos con la enzima de restricción Hind III. Se ha demostrado la relación entre la enfermedad y el locus marcador, y se ha establecido que la G8 mapea de 3 a 5 cM del gen de la huntingtina.
Gracias a este gran descubrimiento en la eficacia de los RFLPs en mapeo de genes de enfermedades, cada día son más los trastornos monogenéticos que se consiguen localizar en una región cromosómica concreta. La importancia de esto radica en que da la oportunidad, por primera vez en muchos casos, de hacer diagnósticos presintomáticos o prenatales en los individuos en riesgo.

### Gen de la huntingtina
El gen de la huntingtina (HTT o IT15) se mapeó físicamente en la banda más distal del cromosoma 4 humano, determinando su localización en esa región. Se trata de una zona bastante complicada de estudiar porque está muy próxima al telómero del brazo corto del cromosoma. El gen se sitúa exactamente en 4p16.3. Esta región es de aproximadamente 1000 Kb y tiene un contenido génico potencial de unos 5000 genes de los cuales se sospecha que 27 están relacionados con enfermedades. El gen de la huntingtina produce una proteína llamada «huntingtina» cuya función se centra en la neurogénesis al ayudar en la orientación de las cromátidas hermanas y como regulador de la apoptosis.
Tras conseguir aislar el gen, se encontró una conexión con otras tantas enfermedades hereditarias: el mecanismo de mutación en todas ellas es la expansión de repeticiones de trinucleótidos. En la enfermedad de Huntington, el aumento del número de tripletes en una posición concreta en el gen, es lo que diferencia al gen mutado de la huntingtina del gen normal. En el extremo 5' del gen es donde se localiza el grupo de tripletes que se repite (CAG). Los tripletes se sitúan en el primer exón y codifican para el aminoácido glutamina. La proteína normal es polimórfica para un segmento de poliglutamina. Las repeticiones de tripletes varían normalmente entre 8 y 35, siendo 35 lo que se considera un umbral y a partir de aquí se considera enfermedad. 35 es un umbral inexacto, ya que hay casos excepcionales en los que los niveles mínimos de unos enfermos se superponen con los niveles máximos de la enfermedad. Antes del umbral, podemos ver casos de números intermedios de repeticiones que pueden suponer una predisposición a padecer la enfermedad (premutación) en la siguiente generación.

### La proteína huntingtina
El gen que codifica para la proteína está altamente conservado y se expresa de forma ubicua en todo el cuerpo, durante el desarrollo cuando tiene un papel esencial, y también en neuronas posmitóticas y otros tipos celulares con o sin origen neuronal. La proteína se encuentra tanto en el núcleo como en el citoplasma y está asociada con varios orgánulos y estructuras, entre ellas la red de microtúbulos.
Además, esta proteína está presente en altas concentraciones en células en división, y está asociada con proteínas esenciales para la formación y orientación del huso mitótico, siendo las principales las que componen el complejo dineína/dinactina. Se ha observado que la ausencia de la proteína huntingtina (o, en su caso, la proteína defectuosa) provoca la incapacidad de estos complejos proteicos para orientar el huso.
Las proteínas con regiones de poliQ excesivamente largas son propensas a malos plegamientos y a formar cuerpos de inclusión por agregados amiloides. Estos cuerpos de inclusión se han localizado tanto en el núcleo como en el citoplasma de las neuronas, y proyecciones neuronales del cuerpo estriado, córtex cerebral, cerebelo y médula espinal.

### Variación de los síntomas de la enfermedad en función del número de repeticiones del trinucleótido CAG
Se ha encontrado que existe una correlación negativa muy significativa entre la edad de inicio de la enfermedad, definida como la edad a la que aparecen los primeros desórdenes bien definidos, y la longitud de las repeticiones CAG. Incluso, se ha observado que aparece de forma cada vez más prematura con cada nueva generación, que hereda la enfermedad de alguno de los padres. Esto se explica porque la DNA polimerasa, al replicar la región de CAG, añade algunas repeticiones más por defecto; por lo que cada generación presenta un número más elevado de repeticiones y comienzan a experimentar los síntomas de la enfermedad a una edad más temprana. También hay una correlación negativa, aunque menos significativa, entre la longitud de dichas repeticiones y la edad del fallecimiento.

## Anatomía patológica

Área del cerebro dañada por EH – cerebro caudado y putamen (en rosa).

Desde el punto de vista anatomopatológico, se sabe que lo que sucede es una degeneración neuronal y que más en concreto comienza en las neuronas medianas (en las neuronas espinosas medias), conservándose las neuronas grandes. Se producen daños graves y visibles en el cuerpo estriado (en el núcleo lenticular y el núcleo caudado) del cerebro, es decir, atrofia del cerebro en las zonas parietales, frontal y en el tálamo y el putamen principalmente. La corteza cerebral se mantiene más o menos bien hasta que la enfermedad está bastante avanzada y en lo que se refiere a la corteza cerebelosa, no se ha visto que sufra daño morfológico alguno. Los movimientos involuntarios ponen de manifiesto la localización de daños en el sistema extrapiramidal. En resumen se puede decir que se produce una atrofia cerebral caracterizada por muerte neuronal y gliosis.

### La mutación del gen y su mecanismo

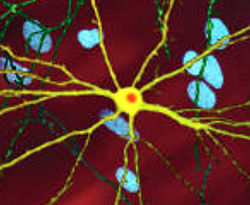
Una imagen de microscopía de una neurona con inclusiones (teñidas de naranja) causadas por la enfermedad de Huntington (EH). El ancho de la imagen es de 250 µm.

El gen de la huntingtina se expresa en diversos tejidos predominando en el cerebro la huntingtina normal. La localización de la proteína en el organismo se ha concretado mediante inmunohistoquímica (con anticuerpos monoclonales) y se ha detectado en el citoplasma neuronal, el pericarion, las fibras nerviosas y las terminaciones sinápticas. Por esto mismo, aunque se desconoce la función de la proteína normal, se demuestra que debe ser una proteína estructural de terminaciones nerviosas y no un regulador transcripcional. Se ha visto que los enfermos de Huntington, producen tanto la proteína mutada como la normal y la conclusión a la que se ha llegado es que la dominancia se traduce en una ganancia de función por parte de la proteína y por eso apenas hay variaciones clínicas entre homocigotos y heterocigotos. La función que adquiere la proteína mutada guarda relación con la atrofia cerebral y con la degeneración de las neuronas espinosas medianas, primero en el putamen y luego en el encéfalo en general. Los últimos estudios realizados al respecto demuestran que el extremo aminoterminal con poliglutamina de la proteína mutada, es reconocido como un plegamiento anormal y es atacada por caspasas específicas para eliminar ese extremo. Esto provocaría que los restos se agruparan y se fueran acumulando. Estas acumulaciones producirían problemas y dificultarían la regulación en el núcleo de la célula empeorando con la edad. En resumen, la acumulación resultaría tóxica para la célula interrumpiendo la actividad de degradación de proteínas de las células que ya decrece con la edad y tendría un efecto acumulativo.
Se sabe que la mutación del gen de la huntingtina no ha producido otras variaciones, es decir que otras mutaciones en el gen de la huntingtina son raras por lo que se cree que el surgimiento de la mutación conocida y por tanto de la enfermedad, se debió a un avance progresivo de la elongación de la zona de repeticiones hasta superarse el umbral. La mutación se ha mantenido por la transmisión de generación en generación, en la generalidad de los casos.

## Tratamiento
No existe tratamiento que cure la enfermedad ni que impida la progresión. La medicación disponible se limita a contrarrestar la sintomatología, así como la cirugía cerebral puede disminuir considerablemente el progreso de la enfermedad.
Contra los trastornos motores se recetan neurolépticos tipo tiaprida y tetrabenazina que, aunque orientados en principio a la psicosis esquizofrénica, limitan secundariamente los movimientos de los pacientes. También se usan bloqueantes de dopamina (fenotiacina, haloperidol) y otros medicamentos (amantidina, reserpina).
Para los trastornos psíquicos se utilizan antidepresivos, sedantes y neurolépticos antipsicóticos.
Además, existe un tratamiento de rehabilitación, psiquiátrico y psicológico, nutricional y, sobre todo, de apoyo social.
Si se inicia el tratamiento farmacológico, las dosis de inicio de neurolépticos deberán ser bajas, por ejemplo, 0,5-1 mg/día de haloperidol o flufenacina. Las dosis pueden aumentarse gradualmente con incrementos mínimos (1 mg/día) hasta que se alivien los síntomas. Con concentraciones en suero de 2-5 ng/ml aparece mejoría, y corresponden a una dosis diaria de 1,5-10 mg/día. Dosis >10 mg/día de haloperidol producen solo pequeños o ningún beneficio que dosis menores. Si los pacientes presentan rigidez, acatisia o reacciones distónicas por el haloperidol o la flufenacina, fármacos menos potentes como la tioridacina pueden ser mejor tolerados. Sin embargo, los neurolépticos menos potentes son más sedantes, más anticolinérgicos y pueden causar más hipotensión postural que los más potentes.
Se ha utilizado una gran variedad de fármacos para el control de la rigidez, espasticidad, y distonías, pero sin mucho éxito. Una excepción es la toxina botulínica (IM), que se ha usado con bastante éxito en la distonía cervical en la EH juvenil.
Clonacepam y valproato se han usado para las mioclonías; y el valproato puede ser particularmente efectivo en pacientes jóvenes con EH con epilepsia más que en aquellos que presentan crisis primarias generalizadas. Como con otras crisis compulsivas, las secundarias a la EH deben ser evaluadas con un EEG.

### Tratamiento de las alteraciones psiquiátricas
La mayoría de las depresiones en la EH responden al tratamiento de la depresión idiopática. En general, la depresión de la EH está mal diagnosticada y mal tratada. A pesar de que no existen estudios controlados, pueden ser efectivos tanto los antidepresivos tricíclicos como los inhibidores selectivos de la recaptación de serotonina (ISRS). Los IMAOs también han sido utilizados con éxito. Los ISRS son más cómodos de manejar porque no requieren monitorización de niveles sanguíneos, tienen un muy bajo potencial de mortalidad en casos de sobredosis y presentan a menudo el beneficio adicional de mejorar los síntomas de irritabilidad y agresión. Con estos fármacos los pacientes pueden desarrollar acatisia y un empeoramiento de su insomnio, incluso en raros casos incrementar las disquinesias. Entre los antidepresivos tricíclicos se prefiere la nortriptilina. Su baja actividad anticolinérgica conlleva una menor sequedad de boca, menos estreñimiento y menos visión borrosa. Su baja actividad alfa-bloqueante, minimiza la hipotensión ortostática.
Los pacientes con EH pueden no necesitar tratamiento farmacológico en temporadas de buena evolución si son breves y no hay asociados comportamientos peligrosos. La carbamazepina o el valproato sódico son el tratamiento inicial de elección, comenzando con pequeñas dosis, incrementándola gradualmente hasta que aparezca respuesta.
En el tratamiento de la irritabilidad se ha tenido éxito con los ISRS y la carbamazepina.
Las alteraciones sexuales en EH, particularmente agresividad hipersexual, pueden ser tratadas con antiandrógenos.
Las alteraciones obsesivas compulsivas en la EH pueden ser tratadas con los fármacos estándar en el tratamiento de las obsesiones, tales como ISRS y clomipramina.

## Investigación terapéutica

### Investigación farmacológica
La búsqueda de los investigadores se centra en el descubrimiento de sustancias que retarden, si no impidan, el proceso de degeneración neuronal. Un ejemplo de las mismas serían los antagonistas de los receptores glutamínicos, que dificultan la liberación del trasmisor glutamato.
Un antibiótico, la minociclina (usado contra el acné), resulta efectivo a la hora de inhibir las caspasas, que son las enzimas que desencadenan la necrosis de las células nerviosas (se ha demostrado ya efectiva en ratones).
Para impedir la degradación de la proteína huntingtina se está investigando en sustancias como la trehalosa (un azúcar procedente de plantas del desierto) que permitirían retardar el comienzo de la enfermedad.
Se ha recurrido, también, a intervenir en el metabolismo energético alterado de la célula, utilizando para ello sustancias del cuerpo del paciente (coenzima Q, antioxidante, y creatina, depósito de energía). Los ensayos en animales resultan esperanzadores.
El uso de antitumorales es otra de las líneas de investigación terapéutica; el fenilbutirato podría actuar poniendo de nuevo en funcionamiento la síntesis proteica, que se ve alterada por la huntingtina modificada.

### Ensayos de terapia genética
Ya que esta enfermedad se debe a la mutación de un solo gen, el desarrollo de terapias génicas es algo más viable que si se tratara de una enfermedad multigénica.
El principal logro en este terreno ha sido el lograr impedir en ratones la expresión del gen de la huntingtina modificada, inyectando en el cerebro pequeños fragmentos de ARN que coincidían con el ARN portador de la información para elaborar la proteína alterada patológicamente y bloquearla.
Actualmente, existe una empresa que está desarrollando un tratamiento contra la enfermedad de Huntington. Este se encuentra aún en fase experimental. Se basa en el uso de una técnica conocida como proteínas de dedos de zinc (Zinc Finger Proteins, ZFP) con una estrategia que trata de disminuir los niveles de repeticiones de htt, preservando al mismo tiempo los niveles de la proteína normal.

## Historia y endemia

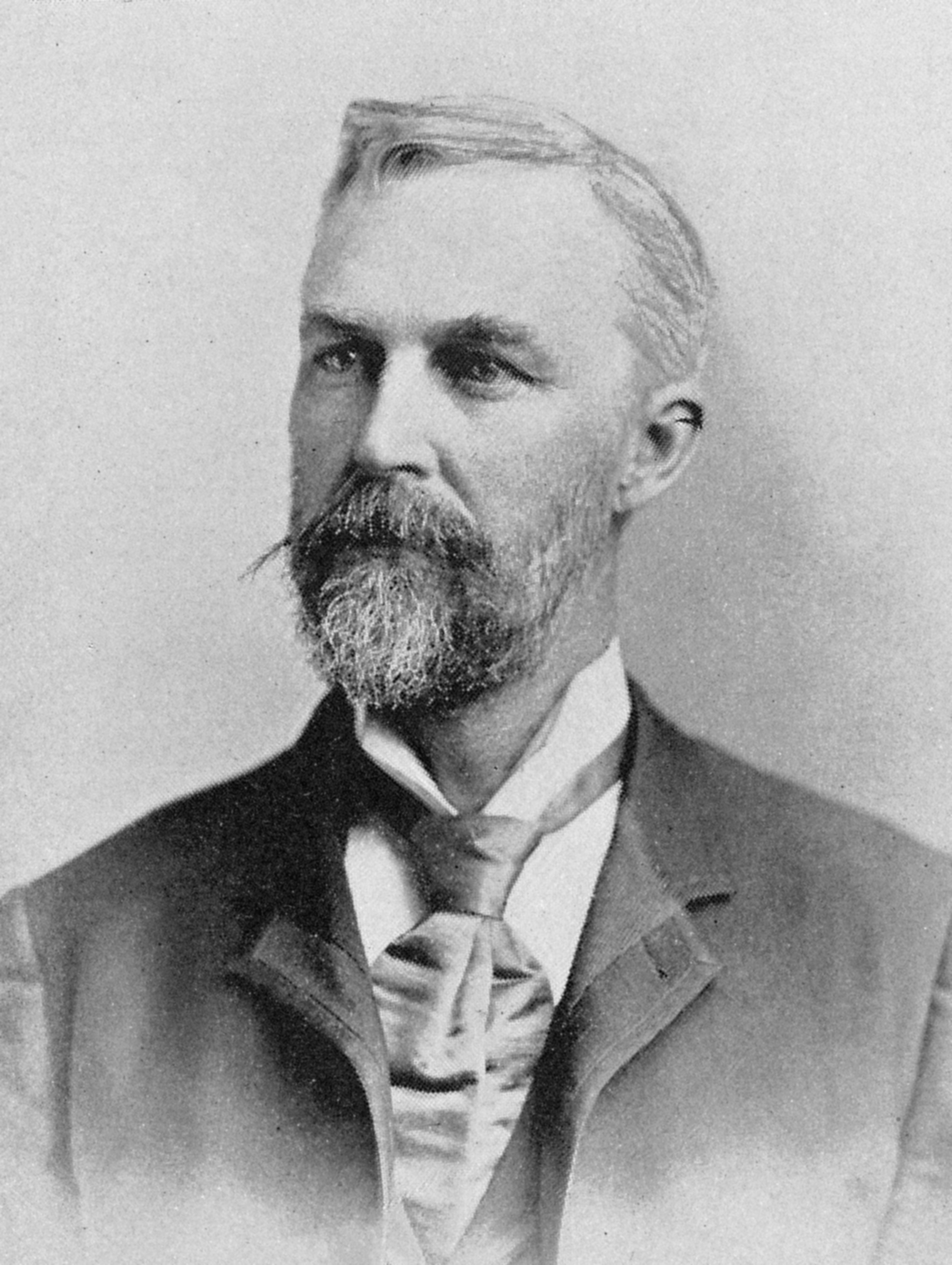
George Huntington, quien describió los síntomas de la enfermedad en un artículo de 1872.

- En el pasado, no se diagnosticaba como tal (de ahí el problema de que muchos individuos no sean conscientes de sus antecedentes familiares).

- En el medievo, se conocía a esta y otras enfermedades similares (corea de Sydenham) como "El baile de San Vito", pues las personas aquejadas de los movimientos espasmódicos característicos que dificultan la marcha peregrinaban a la capilla de San Vito, construida en Ulm (Alemania), esperando que el santo intercediese por ellos.

- Existen comunidades enteras en el continente americano donde la enfermedad es un mal endémico (debido a que la traían consigo los primeros colonizadores); en la región de la costa occidental del Lago de Maracaibo en Venezuela el número de casos supera hasta diez veces el promedio mundial.[22]

## Personas con Huntington
- Woody Guthrie, músico de folk estadounidense
- Poch, cantante español.

## Cultura popular
- Trece, personaje ficticio de la serie House (interpretado por Olivia Wilde), padece de esta enfermedad.
- En la serie Breaking Bad, el personaje principal, Walter White, menciona que su padre padecía y falleció por las complicaciones de esta enfermedad.
- En la serie La que se avecina, Sergio Arias se inventa el síndrome de Huntington Recklinghausen, simulando varios vecinos que lo tienen.